# Don Juan (téléfilm)
Pour les articles homonymes, voir Don Juan (homonymie).

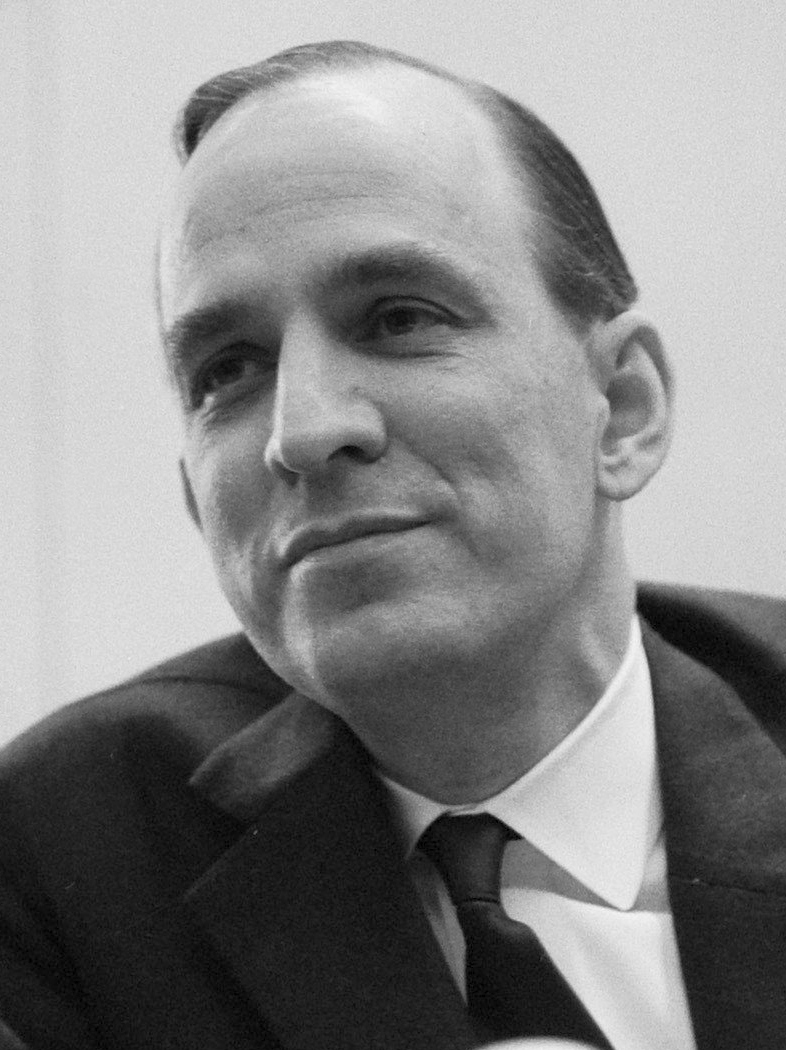
Ingmar Bergman, le réalisateur du film.

Don Juan est un téléfilm d'Ingmar Bergman, diffusé en 1965, repris de la pièce de théâtre de Molière.

## Fiche technique
- Titre : Don Juan
- Date de sortie : 3 novembre 1965
- Réalisateur et scénariste : Ingmar Bergman
  - Tiré de l'œuvre de Molière (adaptation de la pièce éponyme mise en scène par Ingmar Bergman au théâtre dramatique royal de Stockholm en 1965, avec la même distribution)

## Distribution
- Kristina Adolphson
- Georg Årlin
- Ernst-Hugo Järegård